# Polypterus congicus
Polypterus congicus, ou Congo bichir, é uma espécie de bichir que pode chegar até 970mm. Sua coloração varia do marrom amarelado ao cinza, mais escura na parte superior, mais pálida na região ventral. Apresenta um padrão de cerca de 8 faixas verticais irregulares ao longo dos flancos, mas que não chegam até o ventre. A mandíbula inferior é proeminente, similar ao Polypterus endlicheri. O dimorfismo sexual se dá através da barbatana ventral, que é maior no macho.
Essa espécie é comumente vendida em lojas de aquarismo, porém necessita de um aquário de grande capacidade e bem protegido, pois o peixe tende a saltar para fora d'água.